# 蔡淑臻
蔡淑臻（英語：Janel Tsai，1975年3月14日—），台灣知名模特兒兼演員，為伊林娛樂旗下資深藝人。活躍於模特兒圈多年，之後跨足戲劇演出。2011年憑藉《犀利人妻》何愛琳一角，首次入圍第46屆金鐘獎戲劇節目女配角。2015年與2019年，再憑藉影集《鑑識英雄》和《鑑識英雄II 正義之戰》系列的楊茜一角兩度入圍戲劇節目女主角。2020年憑藉《噬罪者》唐娟一角，首度拿下第55屆金鐘獎「戲劇節目女配角獎」。2023年以《村裡來了個暴走女外科》劉梓旭一角，首度拿下第58屆金鐘獎「戲劇節目女主角獎」。

## 生平
回顧年少輕狂，國二算是個轉捩點，也是她最叛逆的階段。當時，她原本是老師最信賴的班長，但為了要挑選哪些同學去「瞻仰蔣經國遺容」，居然受到老師幾次責罵，讓她失落又錯愕，從原本品學兼優的班長，變成不愛上學的翹課生，父親為此暴怒並動手體罰。
她不想上學也不想回家，只能在外遊蕩。後來，與母親一段談心，驚覺自己怎麼可以讓母親因自己的不懂事如此自責，才在親情的牽引下回歸正途。然而，這段過程經歷了信任、背叛、對權威人物的失望，讓她對女性產生戒心，在模特兒生涯都不太敢跟女生深入交往，深怕又被傷害。
自認以前長得像男生，從沒想過走上伸展台，後來因獲朋友邀請擔任模特兒拍照，覺得有趣，才逐漸走進模特兒圈。原本打算在28歲那年退休，但剛好遇上林志玲掀起的名模熱，乃順勢轉型為藝人、演員。所以，除模特兒本業外，亦活躍於戲劇演出、綜藝節目主持等演藝工作。成功轉型後，曾數次入圍金鐘獎最佳女主角及最佳女配角。
2022年，藉著醫療戲劇《村裡來了個暴走女外科》小劉醫師一角，頗有谷底翻身之姿爆紅，除網路聲量大增（並被影迷戲稱“海巡署長”），代言與戲約也因此應接不暇。
2023年第58屆金鐘獎，驚險拿下影后的蔡淑臻表示：「謝謝評審的肯定，謝謝小劉醫師，所有的愛從你的小說開始。
還有每一位醫療顧問的協助，沒有你們，這個故事沒辦法成立。
這段旅程很美好，我永遠不會忘記，謝謝喜歡女外科的觀眾們，你們給我的回饋是最大的榮幸，讓我深刻體會到身為一個演員的價值。
我不認為我展現什麼高超的演技，我只是迫切地、單純地想理解現在的小劉為什麼會成為今天的小劉，還有我們關注的議題，我一直希望故事可以幫助我們互相理解、互相包容、促進世界和平。
故事的載體就是演員，我以身為一名演員為榮！
最後把這個獎獻給每個身在低谷的朋友，我相信那道光會以不同形式展現，只要你們願意還張開眼睛，你們會找到路的！
謝謝我的家人！謝謝伊林娛樂！最後我要謝謝自己！」

## 個人生活
曾與李沛旭交往8年，2020年分手。
2017年底，「肌筋膜疼痛症候群」發病，肇因於20年前的摔倒傷及骨盆卻未能察覺，加上職業傷害累加惡化，導致全身的骨頭變形而站無法久站、蹲無法久蹲、坐無法久坐，任何姿勢都會非常疼痛，覺得自己像糰麻糬什麼都不能做，甚至只能使用無障礙廁所。因足底筋膜已萎縮，無法再長時間穿高跟鞋走秀，只能暫停工作一年多專心復健。曾求助數十名醫師，病情卻沒有甚麼起色，靠著復健與經常性拉筋，幸好已極度緩慢好轉中。有一陣子，甚至只能接特定姿勢和環境的通告，目前，終於能夠還算正常地生活與工作。

## 演出作品

### 劇集
| 年份   | 頻道                 | 劇名                      | 飾演       |
| ------ | -------------------- | ------------------------- | ---------- |
| 2003年 | 台視                 | 《名揚四海》              | 安琪       |
| 2003年 | 中視                 | 《我的秘密花園》          | 丁愛芸     |
| 2003年 | 華視                 | 《麻辣學園妙鮮師》        | 方可人     |
| 2003年 | 華視                 | 《澀女郎》                | 滿子       |
| 2003年 | 八大戲劇台           | 《我是男子漢》            | 艾麗絲     |
| 2005年 | 中視／東森戲劇台     | 《男丁格爾》              |            |
| 2005年 | 東森戲劇台           | 《乒乓》                  | 安娜       |
| 2005年 | 中視                 | 《惡魔在身邊》            | 莊亞莉     |
| 2006年 | 衛視中文台           | 《天使情人》              | 孫瑾       |
| 2006年 | 東森綜合台／鳳凰衛視 | 《艾曼紐要怎樣》          |            |
| 2006年 | 八大綜合台           | 《東方茱麗葉》            | 高崗泉     |
| 2006年 | 中視／中天綜合台     | 《國光異校》              | 季雪唯     |
| 2006年 | 三立都會台           | 《住左邊住右邊》          | 客串       |
| 2006年 | 東森綜合台           | 《愛情機器》              | 李英愛     |
| 2008年 | 江蘇城市頻道         | 《金大班》                | 盛月蓉     |
| 2010年 | 台視／三立都會台     | 《犀利人妻》              | 何愛琳     |
| 2011年 | 台視／三立都會台     | 《小資女孩向前衝》        | 衛敏娜     |
| 2012年 | 台視                 | 《半熟戀人》              | 黎曉陽     |
| 2012年 | 台視                 | 《花是愛》                | 黎曉陽     |
| 2012年 | 三立都會台           | 《愛情女僕》              | 韓穎芝     |
| 2013年 | 公視                 | 《沒有名字的甜點店》      | 金妮       |
| 2013年 | 中視                 | 《女王的誕生》            | 朱蒂       |
| 2015年 | 中視                 | 《鑑識英雄》              | 楊茜       |
| 2017年 | 芒果TV／中天綜合台   | 《那刻的怦然心動》        | 教授       |
| 2019年 | 公視                 | 《噬罪者》                | 唐娟       |
| 2019年 | 中視                 | 《鑑識英雄II 正義之戰》   | 楊茜       |
| 2022年 | 公視                 | 《村裡來了個暴走女外科》  | 劉梓旭     |
| 2022年 | 公視／MyVideo／台視  | 《茁劇場－綠島金魂》      | 女信徒     |
| 2023年 | 中視                 | 《開創者》                | 吳明麗     |
| 2024年 | 公視／MyVideo        | 《不夠善良的我們》        | 簡慶芬大嫂 |
| 2025年 | MyVideo              | 《喝酒吧！笨蛋》          | Ivy        |
| 2025年 | 《聰明鎮》           |                           |            |
| 待定   | 公視                 | 《村裡來了個暴走女外科2》 | 劉梓旭     |

### 長篇電影
| 年份   | 片名                               | 飾演     |
| ------ | ---------------------------------- | -------- |
| 2005年 | 《約會》                           |          |
| 2009年 | 《练·恋·舞》                       | 吴如萍   |
| 2009年 | 《台北飄雪》                       | Lisa     |
| 2010年 | 《拍賣春天》（又名：《黑色童話》） | 客串     |
| 2011年 | 《孤島驚魂》                       | 关至纯   |
| 2011年 | 《殺手歐陽盆栽》                   | 媽媽桑   |
| 2011年 | 《星空》                           | 小傑媽媽 |
| 2012年 | 《愛的麵包魂》                     | 蘇雯雯   |
| 2012年 | 《犀利人妻最終回：幸福男·不難》    | 何愛琳   |
| 2012年 | 《微光閃亮第一個清晨》             |          |
| 2015年 | 《234說愛你》                      | 王丹莉   |
| 2019年 | 《陪你很久很久》                   | 客串     |
| 2020年 | 《練愛iNG》                        | Janel    |
| 2022年 | 《售命》                           | 沈晶     |
| 2023年 | 《我的婆婆怎麼把OO搞丟了》         | 女主角   |
| 2025年 | 《左撇子女孩》                     |          |

### 電視電影/短片
| 年份   | 播出頻道            | 片名                     | 飾演     |
| ------ | ------------------- | ------------------------ | -------- |
| 2012年 | 緯來電影台          | 《親愛的 我想告訴你》    | 尹雪霏   |
| 2015年 | 公視                | 人生劇展《一克拉的室友》 | 沈孟芝   |
| 2016年 | 衛視電影台          | 《奉子不成婚》           | 蔣小嫻   |
| 2016年 | 公益                | 《我們都不應該討論愛情》 | 小乃     |
| 2018年 | 公視                | 新創電影《靈佔》         | 王雅琳   |
| 2019年 | Netflix             | 鏡文學驚悚劇場-《打掃》  | 房東太太 |
| 2019年 | 公視主頻            | 4X相識-《燒肉粽2019》    | 阿秀     |
| 2022年 | 衛視電影台／Disney+ | 《我是自願讓他殺了我》   | 林靜     |

### 音樂錄影帶
| 年份   | 歌手    | 歌曲                 |
| ------ | ------- | -------------------- |
| 1997年 | 張宇    | 《一個人的天荒地老》 |
| 1997年 | 鄭伊健  | 《偏愛你》           |
| 1999年 | 張學友  | 《心如刀割》         |
| 1999年 | 張學友  | 《1/2的幸福》        |
| 2004年 | 鍾鎮濤  | 《我給的愛》         |
| 2005年 | 孫嫣然  | 《是否》             |
| 2011年 | Misster | 《鋼鐵人》           |
| 2024年 | 陳勢安  | 《走心的歌》         |

## 主持作品

### 電視節目
| 年份   | 頻道     | 節目                                       | 備註     |
| ------ | -------- | ------------------------------------------ | -------- |
| 2005年 | 台視     | 《齊天大勝》（2005年7月9日-2005年12月3日） |          |
| 2005年 | TVBS-G   | 《娛樂新聞》                               | 代班主播 |
| 2006年 | 八大電視 | 《伊林的秘密花園》                         |          |

## 獎項
| 年份   | 頒獎典禮     | 獎項                       | 影片                     | 角色   | 結果 |
| ------ | ------------ | -------------------------- | ------------------------ | ------ | ---- |
| 2011年 | 第46屆金鐘獎 | 戲劇節目女配角獎           | 《犀利人妻》             | 何愛琳 | 提名 |
| 2015年 | 第50屆金鐘獎 | 戲劇節目女主角獎           | 《鑑識英雄》             | 楊茜   | 提名 |
| 2019年 | 第54屆金鐘獎 | 戲劇節目女主角獎           | 《鑑識英雄II 正義之戰》  | 楊茜   | 提名 |
| 2020年 | 第55屆金鐘獎 | 戲劇節目女配角獎           | 《噬罪者》               | 唐娟   | 獲獎 |
| 2022年 | 第57屆金鐘獎 | 迷你劇集／電視電影女主角獎 | 《我是自願讓他殺了我》   | 林靜   | 提名 |
| 2023年 | 第58屆金鐘獎 | 戲劇節目女主角獎           | 《村裡來了個暴走女外科》 | 劉梓旭 | 獲獎 |

## 相關報導
- 打開蔡淑臻的化妝包 裡面竟然會有它！.自由時報.2017-08-26（页面存档备份，存于）
- 42歲比32歲氣色更好！名模蔡淑臻：晚上六點前「高蛋白飲食」瘦身兼抗老！.自由時報.2017-03-15 （页面存档备份，存于）
- 蔡淑臻扮女警威風凜凜.星島日報.2017-08-05

## 外部連結
- 蔡淑臻的Facebook專頁
- 蔡淑臻的新浪微博
- 蔡淑臻的Instagram帳戶
- 蔡淑臻在互联网电影资料库（IMDb）上的資料（英文）
- 蔡淑臻在香港影庫上的簡介
- 蔡淑臻在台灣電影網上的資料（繁體中文）
- 華文影史庫蔡淑臻簡介 （页面存档备份，存于）
- YouTube上的Oh my day頻道